# تعداد الولايات المتحدة 1970
تعداد الولايات المتحدة 1970 كان التعداد التاسع عشر للسكان يجرى في الولايات المتحدة. تم إجراء التعداد في 1 أبريل 1970. تم تقدير العدد الكلي للسكان بحوالي 203,302,031 بزيادة 13.4% عن التعداد السابق في عام 1960.

## وصلات خارجية
- بيانات تاريخية لتعداد سكان الولايات المتحدة